# Józseffalva (Románia)
Józseffalva (Vornicenii Mici) település Romániában, Bukovinában, Suceava megyében.

## Fekvése
Suceavától délre fekvő település.

## Története
Józseffalvát 1785-ben a madéfalvi vérengzés után Székelyföldről, Csík székből elmenekült 60 család alapította.
Józseffalvának 1824-ben 395, 1877-ben 1200 lakost számoltak itt össze.  1930-ban 1163 lakosából 543 magyar anyanyelvű és 573 római katolikus volt.
Magyar lakosságának nagy részét 1941-ben a Vajdaságba, Csantavér külterületére telepítették át, ahol önálló települést alapítottak Bácsjózseffalva néven. majd 1944 nyarán innen is menekülniük kellett, a Dunántúlra költöztették őket a kitelepített németek helyére.